# Finanzoligarchie
Finanzoligarchie bezeichnet eine Oligarchie von Menschen aus dem Finanzwesen. Er wird stets pejorativ gebraucht, das heißt, die Herrschaft der Finanzleute, die der Begriff beschreibt, wird als illegitim betrachtet. Der Begriff wird hauptsächlich im Marxismus verwendet.

## Marxismus
In der marxistischen Theoriewelt bezeichnet Finanzoligarchie eine im Imperialismus  sich aus dem Finanzkapital herausbildende kleine Schicht einflussreicher Monopolkapitalisten, die mit Hilfe gegenseitiger Beteiligungen, zumeist über Aktien, über den größeren Teil des gesellschaftlichen Reichtums verfügen und ihn zur Beherrschung des Staates, der Wirtschaft und des gesamten öffentlichen Lebens ausnutzen würden. Der marxistische Ökonom Rudolf Hilferding schrieb in seinem Werk Das Finanzkapital im Jahre 1910:

„Das Finanzkapital in seiner Vollendung bedeutet die höchste Stufe ökonomischer und politischer Machtvollkommenheit in der Hand der Kapitaloligarchie. Es vollendet die Diktatur der Kapitalmagnaten.“

Diese Vorstellung vertrat auch Wladimir Iljitsch Lenin, der in seiner Schrift Der Imperialismus als höchstes Stadium des Kapitalismus aus dem Jahr 1916 davon ausging, in kapitalistischen Gesellschaften würde eine kleine Finanzoligarchie kollektiv über die Massen herrschen. Diese sei aus der Verschmelzung des Finanz- mit dem Industriekapital entstanden. Der Staat sei dementsprechend nur deren Instrument zur Unterdrückung des Proletariats, das in einer Revolution die Macht ergreifen und eine Diktatur des Proletariats errichten müsse.
Marxisten hegten seit den 1930er Jahren, ausgehend von ihrer Faschismustheorie, den Verdacht, der Nationalsozialismus sei 1933 von der Finanzoligarchie an die Macht gebracht worden. Diese Agententheorie gilt heute als widerlegt.
Der Vorwurf, als „Subjekt der USA-Finanz-Oligarchie“ dem amerikanischen Kapital sein Eindringen in Deutschland zu ermöglichen und deutsches Volksvermögen ins Ausland zu verschieben, spielte eine wichtige Rolle in einem Schauprozess, den das SED-Regime in der DDR 1953 gegen Paul Merker vorbereitete. Diese Vorwürfe basierten wie die sowjetische Kampagne gegen „wurzellose Kosmopoliten“ und eine angebliche Ärzteverschwörung auf der Verschwörungstheorie, Agenten „unter jüdisch-nationaler Flagge“ würden „mit Hilfe zionistischer Organisationen“ Spionage und  Sabotage gegen die sozialistischen Staaten organisieren.

## Antisemitismus
Auch in anderen Zusammenhängen wurde der Begriff mit antisemitischer Stoßrichtung verwendet. So hatten bereits die Nationalsozialisten gegen eine „jüdische Finanzoligarchie“ polemisiert, die Deutschland angeblich unterdrücken würde. 2014 polemisierte der rechtspopulistische Publizist Jürgen Elsässer bei einer Veranstaltung der antisemitischen und verschwörungsideologischen Mahnwachen für den Frieden gegen die „internationale Finanzoligarchie“, als deren Vertreter er mehrere jüdischstämmige Millionäre nannte.